# Nguyễn Văn Chuân
Nguyễn Văn Chuân (1923 – 2002) nguyên là một cựu tướng lĩnh Bộ binh của Quân lực Việt Nam Cộng hòa, cấp bậc Thiếu tướng. Ông xuất thân từ khóa đầu tiên tại trường Võ bị do Quân đội Pháp và Chính phủ Quốc gia Việt Nam mở ra ở Trung phần, nhằm mục đích đào tạo sĩ quan người Việt để phục vụ trong Quân đội Liên hiệp Pháp. Trong thời gian tại ngũ, ông đã đảm nhận từ chức vụ chỉ huy cấp Trung đội, tuần tự cho đến chỉ huy cấp Sư đoàn Bộ binh. Sau đó đã giữ chức vụ Tư lệnh một Quân đoàn, nhưng vì liên can đến vụ Biến động ở miền Trung xảy ra năm 1966, ông phải ra Hội đồng Kỷ luật và buộc phải giải ngũ cùng năm khi mới 43 tuổi.

## Tiếu sử & Binh nghiệp
Ông sinh ngày 1 tháng 3 năm 1923 trong một gia đình có truyền thống Nho học tại làng Truồi, xã Sư Lỗ, Phú Lộc, tỉnh Thừa Thiên, Trung phần Việt Nam. Năm 1942, ông tốt nghiệp Trung học chương trình Pháp tại trường Quốc học Khải Định ở Huế với văn bằng Tú tài bán phần (Part I). Sau đó ông được Nhà nước Bảo hộ tuyển dụng làm công chức, tùng sự tại Huế cho đến khi gia nhập quân đội

### Quân đội Liên hiệp Pháp
Tháng 9 năm 1948, thi hành lệnh động viên của Chính phủ Quốc gia Việt nam, ông nhập ngũ vào Quân đội Liên hiệp Pháp, mang số quân: 43/200.610. Theo học khóa 1 tại trường Võ bị Huế, khai giảng ngày 1 tháng 10 năm 1948. Ngày 1 tháng 6 năm 1949 mãn khóa tốt nghiệp với cấp bậc Thiếu úy hiện dịch. Ra trường, ông được cử đi du học tại trường Võ bị Liên quân Saint Cyr, Pháp. Mãn khóa về nước ông được thăng cấp Trung úy và phục vụ tại một Tiểu đoàn Bộ binh với chức vụ Đại đội trưởng.

### Quân đội Quốc gia Việt Nam
Giữa năm 1951, sau khi chuyển sang phục vụ Quân đội Quốc gia ông được thăng cấp Đại úy giữ chức vụ Tiểu đoàn trưởng. Đầu năm 1952, ông được cử làm Trung đoàn trưởng Trung đoàn Địa phương Trần Hưng Đạo, đồn trú tại Quảng Trị. Tháng 10 năm 1953, ông được thăng cấp Thiếu tá và được chỉ định làm Chỉ huy phó trường Võ bị Liên quân Đà Lạt.
Tháng 9 năm 1954, sau Hiệp định Genève (ngày 20 tháng 7), ông được thăng cấp Trung tá và được bổ nhiệm chức vụ Chỉ huy trưởng trường Võ bị Liên quân Đà Lạt. Ngày 1 tháng 10, ông tổ chức lễ mãn khóa 10 phụ Cương Quyết Sĩ quan Trừ bị.

### Quân đội Việt Nam Cộng hòa
Ngày 1 tháng 3 năm 1955, ông tố chức lễ mãn khóa cho khóa 11 Phạm Công Quân Sĩ quan hiện dịch. Cuối tháng, ông được lệnh bàn giao chức vụ Chỉ huy trưởng lại cho Trung tá Nguyễn Văn Thiệu. Đầu tháng 10 cùng năm, sau khi chuyển sang phục vụ cơ cấu mới là Quân đội Việt Nam Cộng hòa, ông được bổ nhiệm làm Tư lệnh Sư đoàn 14 Khinh chiến.
Ngày 19 tháng 2 năm 1957, ông nhận lệnh bàn giao Sư đoàn 14 lại cho Trung tá Lê Huy Luyện. Đầu tháng 3, ông được cử đi du học khóa Chỉ huy và Tham mưu cao cấp tại Leavenworth thuộc Tiểu bang Kansas, Hoa Kỳ. Đầu năm 1958, sau khi từ Hoa Kỳ về nước không lâu, ông được cử đi du học khóa Kế hoạch Liên kết & Phối hợp tại Okinawa, Nhật Bản. Đầu tháng 8 cùng năm, ông được thăng cấp Đại tá và được bổ nhiệm chức vụ Tư lệnh Sư đoàn 1 Dã chiến thay thế Thiếu tướng Tôn Thất Đính được cử đi làm Tư lệnh Quân đoàn II và Vùng 2 chiến thuật.
Tháng 2 năm 1959, ông nhận lệnh bàn giao Sư đoàn 1 Bộ binh lại cho Đại tá Tôn Thất Xứng. Tháng 8 cùng năm, ông được bổ nhiệm chức vụ Tư lệnh Sư đoàn 5 Bộ binh thay thế Trung tá Đặng Văn Sơn. Hai năm sau, ngày 20 tháng 5 năm 1961, ông bàn giao Sư đoàn 5 Bộ binh lại cho Thiếu tướng Trần Ngọc Tám. Ngay sau đó, chuyển trở về lĩnh vực đào tạo của ngành Quân huấn, ông được bổ nhiệm làm Chỉ huy trưởng Liên trường Võ khoa Thủ Đức thay thế Thiếu tướng Lê Văn Nghiêm. Sau 2 tháng, hạ tuần tháng 7 cùng năm, bàn giao Liên trường Võ khoa lại cho Thiếu tướng Hồ Văn Tố.
Hạ tuần tháng 2 năm 1962, ông được chuyển trở lại đơn vị Bộ binh giữ chức vụ Tư lệnh Sư đoàn 25 Bộ binh tân lập tại Quảng Ngãi. Tháng 12 cùng năm, bàn giao Sư đoàn 25 lại cho Đại tá Lữ Lan. Đầu năm 1963, ông được chỉ định làm Trưởng phòng 4 tại Bộ Tổng tham mưu.
Ngày 16 tháng 4 năm 1964, sau cuộc Chỉnh lý nội bộ của tướng Nguyễn Khánh, ông cùng với 2 Đại tá Đặng Văn Quang, Trương Văn Chương và Trung tá Dương Hiếu Nghĩa, ngồi ghế phụ thẩm trong phiên tòa xét xử ông Ngô Đình Cẩn. Tháng 8 cùng năm, ông được thăng cấp Chuẩn tướng. Tháng 11 cuối năm, ông tái nhiệm Tư lệnh Sư đoàn 1 Bộ binh thay thế Thiếu tướng Nguyễn Chánh Thi được cử đi làm Tư lệnh Quân đoàn I và Vùng 1 chiến thuật.
Năm 1965, ông góp sáng kiến thành lập Lực lượng Hành động cấp thời do Thiếu úy Phạm Văn Đính làm Đại đội trưởng đầu tiên. Ngày Quốc khánh Đệ nhị Cộng hòa 1 tháng 11 cuối năm, ông được thăng cấp Thiếu tướng tại nhiệm.
Tháng 3 năm 1966, ông được lệnh bàn giao Sư đoàn 1 lại cho Chuẩn tướng Phan Xuân Nhuận. Ngay sau đó ông được cử làm Tư lệnh Quân đoàn I và Vùng 1 chiến thuật thay thế Trung tướng Nguyễn Chánh Thi bị giải nhiệm vì có liên can đến vụ ""Biến động miền Trung"". Sau một tháng, ông xin từ nhiệm chức Tư lệnh Quân đoàn I, bàn giao lại cho Trung tướng Tôn Thất Đính. Ngày 14 tháng 7 cùng năm, ông bị Hội đồng Kỷ luật ra quyết định phạt và cho giải ngũ vì có liên can đến vụ Biến động miền Trung, ông bị buộc phải giải ngũ.
Năm 1967, ông ứng cử vào Quốc hội Lưỡng viện Việt Nam Cộng hòa, đắc cử Thượng nghị sĩ trong Thượng viện nhiệm kỳ 1967-1973.

## 1975
Ngày 30 tháng 4, ông cùng gia đình di tản ra khỏi Việt Nam. Sau đó được sang định cư tại Baton Rouge, Tiểu bang Louisiana, Hoa Kỳ.
Năm 2002, ông từ trần tại nơi định cư. Hưởng thọ 79 tuổi.